# 欧洲E53公路
欧洲E53公路（英語：European route E53）是欧洲高速公路的一部分，起點為捷克共和国的比尔森，終點為德国慕尼黑，全長約285公里。

## 线路
欧洲E53公路穿过以下主要城市：

- 捷克：比尔森
- 德国：代根多夫 - 兰茨胡特 - 慕尼黑